# Vasilij Tjapajev
Vasilij Ivanovitj Tjapajev (ryska: Василий Иванович Чапаев), född 9 februari (28 januari, GS) 1887, död 5 september 1919, var en sovjetisk befälhavare under Första världskriget och tillhörande Röda armén under ryska revolutionen. Han blev senare hyllad som hjälte och legend av sovjetisk propaganda.

## Eftermäle
År 1934 gjordes filmen 20.000 rubel för Tjapajeffs huvud av "bröderna" Georgij och Sergej Vasiljev, som var baserad på Tjapajevs kamp under det ryska inbördeskriget. Filmen anses vara en av Sovjetunionens mest omtalade filmer från trettiotalet, och ännu idag baseras många skämt på figurer ur filmen.